# یواس‌اس ارکرفیش (اس‌اس‌ان-۶۷۸)
یواس‌اس ارکرفیش (اس‌اس‌ان-۶۷۸) (به انگلیسی: USS Archerfish (SSN-678)) یک زیردریایی بود که طول آن ۳۰۲ فوت ۳ اینچ (۹۲٫۱۳ متر) بود. این زیردریایی در سال ۱۹۷۱ ساخته شد.